# Кичепо-балеси језик
Кичепо-балеси језик је језик из породице нило-сахарских језика, источносуданска грана. Њиме се служи око 10.000 становика у вилајету Источна Екваторија на побрђу Бома у Јужном Судану и око 4.100 становника западне Етиопије. Састоји се из неколико дијалеката, и учи се у основним школама.